# Ammoni Litòtom
Ammoni (en grec antic: Ἀμμώνιος Λιθοτόμος; llatí: Ammonius Lithotomus) fou un metge d'Alexandria esmentat per Cels que va viure al segle iii aC. Va inventar el sistema de partir les pedres quan eren massa grans per la seva extracció i va rebre el sobrenom de Litòtom (en grec antic: λιθοτόμος, 'tallapedres').